# Leucania curvilinea
Leucania curvilinea är en fjärilsart som beskrevs av George Francis Hampson 1891. Leucania curvilinea ingår i släktet Leucania och familjen nattflyn. Inga underarter finns listade i Catalogue of Life.